# Актобе (Жуалинський район)
Актобе́ (каз. Ақтөбе) — село у складі Жуалинського району Жамбильської області Казахстану. Входить до складу Кизиларицького сільського округу.
До 1992 року село називалося Новопокровка.
Населення — 707 осіб (2021; 839 у 2009, 626 у 1999, 552 у 1989).